# Rivière aux Chicots
Rivière aux Chicots är ett vattendrag i Kanada.   Det ligger i provinsen Québec, i den östra delen av landet, 500 km nordost om huvudstaden Ottawa. Rivière aux Chicots ligger vid sjön Lac des Harvey.
Omgivningarna runt Rivière aux Chicots är en mosaik av jordbruksmark och naturlig växtlighet. Runt Rivière aux Chicots är det ganska tätbefolkat, med 222 invånare per kvadratkilometer.